# Cobubatha quadrifera
Cobubatha quadrifera là một loài bướm đêm trong họ Noctuidae.